# Estádio São Joaquim
Estádio São Joaquim – stadion piłkarski w Araras, São Paulo (stan), Brazylia, na którym swoje mecze rozgrywa klub Associação Atlética Ararense.